# HD 39901
HD 39901，又名CD-42 2205，SAO 217599、HR 2069，是一颗恒星，视星等为6.55，位于銀經249.32，銀緯-28.29，其B1900.0坐标为赤經5h 50m 19.7s，赤緯-42° -28.29′ 29″。